# Nadworny błazen
Nadworny błazen (ang. The Court Jester) – amerykański film z 1955 roku w reżyserii Melvina Franka oraz Normana Panamy.

## Obsada
- Danny Kaye
- Glynis Johns
- Basil Rathbone

## Nagrody i nominacje
| Nazwa nagrody | Wygrane       | Nominacje                                              |
| ------------- | ------------- | ------------------------------------------------------ |
| Złoty Glob    | bez rezultatu | 1957 Najlepszy aktor w komedii lub musicalu Danny Kaye |

## Wyróżnienia
| Rok wyróżnienia | Amerykański Instytut Filmowy                                    | Miejsce     |
| --------------- | --------------------------------------------------------------- | ----------- |
| 2000            | Lista 100 najśmieszniejszych amerykańskich filmów wszech czasów | 98. miejsce |